# Лейтон, Крис
Крис «Взбиватель»  Лейтон (англ. Chris «Whipper» Layton; род. 16 ноября 1955 года, Корпус-Кристи, Техас, США) — американский блюзовый барабанщик. Лауреат Blues Music Awards в номинации «Блюзовый барабанщик» (2000, 2001, 2012), номинант Blues Music Awards в той же номинации (2003, 2023). . Участник группы Double Trouble и в её составе четырёхкратный лауреат премии «Грэмми» (1985, 1990, 1993 дважды), номинант «Грэмми» (1984 дважды, 1985, 1986, 1988, 1990, 2011) . Как член группы введён в состав Зала славы рок-н-ролла 

## Биография
Крис Лейтон родился в Корпус-Кристи, штат Техас в 1955 году. По словам Лейтона понял свою потребность самому исполнять музыку в пятилетнем возрасте, услышав по радио песню Чабби Чекера «Twist». Его отец, который был джазовым барабанщиком и вокалистом любительского уровня во время службы в ВВС, начал ему ставить пластинки биг-бендов того времени. В 13-летнем возрасте Крис Лейтон получил в подарок установку Ludwig Downbeat 1965 года. Слушая Джими Хендрикса, Мадди Уотерса и Карлоса Сантану и практикуясь в школьной группе, Лейтон осваивал барабаны. Вышедший в 1971 году дебютный альбом ZZ Top First Album заставил его обратиться к блюзу: через альбом Фредди Кинга Burglar он пришёл к Литтл Уолтеру, Хаулин Вулфу, Хэнку Балларду. Тем не менее, он ещё не исполнял блюз в чистом виде. В 18-летнем возрасте уже играл по нескольку сетов за вечер в клубах 
В 1975 году переехал в Остин, Техас, где  присоединился к группе Greezy Wheels. В конце 1976 года познакомился со Стиви Рэй Воном (сосед по комнате был саксофонистом группы Paul Ray and the Cobras, в которой тогда играл Вон). Вскоре Вон стал играть с Лу Энн Бартон, создав группу Triple Threat Revue, а когда Бартон ушла, Вон начал собирать группу, названную Double Trouble и пригласил туда Лейтона, услышав его тренировки дома, причём выбор на Лейтоне остановился потому, что он к тому времени не играл блюз. По мнению Лейтона, Стив Вон решил так: «потому что он не хотел обременять себя тем, кто скажет: „А, нет, я играю блюз вот так, и вот как я это делаю“». C 10 сентября 1978 года Крис Лейтон присоединился к Стиви и Double Trouble . Группа начала выступать в Техасе, привлекла внимание Джерри Векслера и благодаря ему выступила на фестивале в Монтрё 1982 года. Там она произвела впечатление на Дэвида Боуи и Джексона Брауна, и Браун предложил записаться у него в студии в Лос-Анджелесе. Эти записи в 1983 году стали альбомом Texas Flood, выпущенном Epic Records, который взорвал блюзовый мир, добравшись до 38-го места в чартах Billboard 200. Следующий альбом Couldn't Stand the Weather разошёлся тиражом более миллиона экземпляров, группа гастролировала по всему миру . 
После смерти Стиви Рэй Вона в августе 1990 года, Лейтон с бас-гитаристом Double Trouble Томми Шенноном создали группу Arc Angels, которая в 1992 году выпустила альбом, тепло принятый критиками. В 1993 году Arc Angels распались и Лейтон с Шенноном создали группу Storyville, записавшую в течение 1990-х три студийных альбома и работали дуэтом сайдменов. В числе работ Лейтона записи на альбомах Бадди Гая, W.C. Clark, Kenny Wayne Shepherd Band, Джимми Вона, Таба Бенуа, Томми Кастро, Лонг Джон Хантера, Джимми Ди Лейна, Сью Фоули. В 2002 году дуэт записал альбома Been A Long Time, единственный альбом группы Double Trouble, выпущенный без участия Стиви Рэй Вона. Для сочинения песен Лейтон немного освоил гитару и фортепиано (на трёх песнях альбома он исполнил клавишные партии). В записи альбома приняли участие такие музыканты, как Джимми Вон, Кенни Уэйн Шеппард, Лу Энн Бартон, Сьюзан Тедески, Доктор Джон. 
После записи альбома дуэт Лейтона и Шеннона разошёлся, играя вместе лишь изредка, а потом Шеннон и вовсе оставил карьеру. В 2004 году Лейтон сформировал группу Grady, с которой записал альбом и гастролировал до 2006 года. Затем Лейтон с 2006 года записывается и гастролирует с Kenny Wayne Shepherd Band), а также продолжает записываться как сессионный музыкант  . Является постоянным участником Experience Hendrix Tour, дважды в год проводящегося в основном в США турне памяти Джими Хендрикса 
«Крис Лейтон…является неотъемлемой частью мира блюза и рока, известен своим безупречным таймингом и драйвовым шаффлом» .
«Крис „Whipper“ Лейтон, возможно, лучший шаффл-барабанщик в музыке» 

## Дискография

### Со Стиви Рэй Воном и Double Trouble (выборочно)
- Texas Flood (1983)
- Couldn’t Stand the Weather (1984)
- Soul to Soul (1985)
- Live Alive (1986)
- In Step (1989)
- The Sky Is Crying (1991)
- In the Beginning (1992)
- Greatest Hits (1995)
- A Tribute to Stevie Ray Vaughan (1996)
- Live at Carnegie Hall (1997)
- The Real Deal: Greatest Hits Volume 2 (1999)
- Blues at Sunrise (2000)
- SRV: Box Set (2000)
- Live at Montreux 1982 & 1985 (2001)
- The Essential Stevie Ray Vaughan and Double Trouble (2002)
- Martin Scorsese Presents the Blues: Stevie Ray Vaughan (2003)
- The Real Deal: Greatest Hits Volume 1 (2006)
- Solos, Sessions & Encores (2007)
- Couldn't Stand the Weather (Legacy Edition) (2010)
- Texas Flood (Legacy Edition) (2013)

### С Arc Angels
- Arc Angels (1992)
- Living in a Dream (2009)

### Со Storyville
- Bluest Eyes (1994)
- A Piece of Your Soul (1996)
- Dog Years (1998)
- Live at Antone's (2007)